# Sequenza di Sant'Eulalia

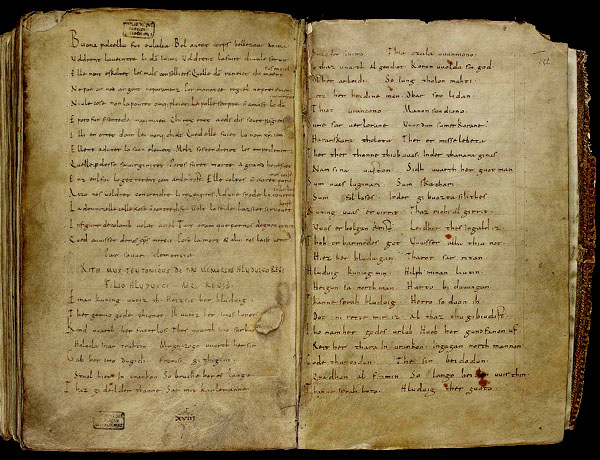
Cantilena di Sant'Eulalia, seguita dall'inizio del Ludwigslied per visualizzare meglio il testo Numérisation du parchemin (Réf. Bibliothèque municipale de Valenciennes 150 (olim 143) fol.141v).

La Sequenza o Cantilena di sant’Eulalia è il primo testo di carattere letterario scritto in una lingua romanza, e si suole indicare come primo documento della letteratura francese, in quanto scritto in un dialetto dell'area d'oil (più precisamente, piccardo-vallone). Si tratta di un breve componimento di 29 versi anisosillabici che racconta il martirio di Sant'Eulalia di Mérida terminando con una preghiera. Si ispira ad un inno del poeta latino Prudenzio che può essere letto nel Peristephanon. Viene datata tra l'878 e l'882, ed è scritta in antico francese.

## Origine
Dopo la scoperta del testo nel 1837 ad opera di Hoffmann von Fallersleben, la Sequenza ha sollevato numerosi dibattiti, soprattutto sul senso enigmatico del quindicesimo verso. Oggi si concorda nel datare il codice all'inizio del IX secolo e nell'attribuirlo ad un atelier lotaringio. Alcuni elementi, paleografici o di altro genere, non permettono però di supportare questa congettura.
Nell'anno 880 o 881 il testo fu incluso in una compilazione di discorsi in latino di San Gregorio, insieme a quattro altre poesie, tre in latino e una in lingua tedesca (lingua germanica), il Ludwigslied. Una simile sequenza, o poesia ritmica, era cantata durante la liturgia gregoriana; ciò accadeva verosimilmente all'abbazia di Saint-Amand-les-Eaux (presso Valenciennes). Avalle (vedere la bibliografia) conferma gli studi di Bischoff, che colloca la redazione dell'opera in una «regione intorno a Liegi e Aquisgrana». Ciò porta i militanti valloni, come ad esempio lo storico Léopold Genicot, a considerare che la letteratura francese ha «emesso i suoi primi vagiti in Vallonia».. Inoltre, questo «primo vagito» — o questa prima «canzone» — potrebbe essere stato emesso nell'ambito del gruppo di studiosi sviluppatosi nell'abbazia di Elnone (Saint-Amand), sotto la guida del monaco-musicista Hucbald (v. 850-930), allievo del suo monastero.

## Descrizione del manoscritto
Il testo della sequenza occupa parzialmente il retro del foglio 141 del manoscritto 150 della biblioteca municipale di Valenciennes; è appartenuto all'abbazia di Saint-Amand-les-Eaux prima del XII secolo. Questa all'inizio non conteneva che una copia della traduzione latina delle opere di San Gregorio Nazianzeno fornita, scrive Maurice Delbouille, da «Rufin (mano A, datata ai primi anni dell'inizio dell'epoca carolingia e localizzabile sulla sponda sinistra del Reno, in Bassa Lorena). C'è una mano B che, sin dalla fine dell'XI secolo, ha scritto sul foglio 141, prima rimasto intatto, una sequenza latina dedicata al culto di Santa-Eulalia da Mérida e ispirata all'inno del IV secolo dedicato dal poeta Prudenzio, alla memoria della santa martire. La struttura di tale sequenza è la stessa della sequenza romanza scritta sul retro di quel foglio da una mano C. Sia nel poema latino che in quello romanzo, questa struttura non è rispettata perfettamente nella misura dei versi, a causa di errori nella trascrizione. I due testi furono per essere cantati sulla stessa melodia, che ci è sconosciuta». Il foglio 141 riporta, dalla stessa mano C che ha copiato la sequenza romanza, l'inizio del Ludwigslied, cantato in occasione della vittoria di re Luigi sui Normanni nella Battaglia di Saucourt-en-Vimeu (agosto 881). La lingua di questo testo è il francone usato nel nord dei domini gallo-romani, bilingue presso le élite. Il testo romanzo sembra essere stato composto per un pubblico più popolare. Il passaggio dal latino al francese, scrive Delbouille, implica «un'osmosi tra lingua ufficiale e lingua quotidiana tramite un bilinguismo individuale, con una traduzione interna e segreta che si potrebbe definire latente». Per Maurice Delbouille l'insieme dei tratti di piccardo, vallone e champenois presuppone l'esistenza alla fine del IX secolo di una scripta poetica romana comune a questi tre campi linguistici in formazione (i dialetti non saranno completamente formati fino al XIII secolo), che corrisponde alla vitalità intellettuale di tale Scripta a quell'epoca.

## Analisi del testo
| Testo originale:                               |  | Traduzione in italiano:                                          |
| ---------------------------------------------- |  | ---------------------------------------------------------------- |
| Buona pulcella fut Eulalia.                    |  | Buona (= valente) fanciulla fu Eulalia,                          |
| Bel auret corps bellezour anima.               |  | Bello ebbe il corpo, più bella l'anima.                          |
| Voldrent la ueintre li d[õ] inimi.             |  | Vollero vincerla i nemici di Dio,                                |
| Voldrent la faire diaule seruir.               |  | Vollero farle servire il diavolo.                                |
| Elle nont eskoltet les mals conselliers.       |  | Ella non ascolta i cattivi consiglieri                           |
| Quelle d[õ] raneiet chi maent sus en ciel.     |  | (che vogliono) che rinneghi Dio, che regna nei cieli;            |
| Ne por or ned argent ne paramenz.              |  | Né per oro, né per argento né per abiti lussuosi,                |
| Por manatce regiel ne preiement.               |  | Né per minaccia regale né per supplica;                          |
| Niule cose non la pouret omq[ue] pleier.       |  | Nessuna cosa la poté mai piegare                                 |
| La polle sempre n[on] amast lo d[õ] menestier. |  | affinché la fanciulla non amasse sempre il servizio di Dio.      |
| E por[ ]o fut p[re]sentede maximiien.          |  | E per ciò fu presentata a Massimiano,                            |
| Chi rex eret a cels dis soure pagiens.         |  | Che regnava a quel tempo sui pagani.                             |
| Il[ ]li enortet dont lei nonq[ue] chielt.      |  | Egli la esorta, cosa che a lei non importa,                      |
| Qued elle fuiet lo nom xp[ist]iien.            |  | Affinché fugga (= rinneghi) la fede cristiana.                   |
| Ellent adunet lo suon element                  |  | Ella rafforza il proprio spirito,                                |
| Melz sostendreiet les empedementz.             |  | Meglio sopporterebbe i supplizi                                  |
| Quelle p[er]desse sa uirginitet.               |  | Piuttosto che perdere la sua purezza.                            |
| Por[ ]os suret morte a grand honestet.         |  | Per questo ella subì una morte con grande onestà.                |
| Enz enl fou la getterent com arde tost.        |  | Dentro al fuoco la gettarono per arderla subito;                 |
| Elle colpes n[on] auret por[ ]o nos coist.     |  | Ella non ebbe colpe: perciò non arse.                            |
| A[ ]czo nos uoldret concreidre li rex pagiens. |  | A questo non volle rassegnarsi il re pagano,                     |
| Ad une spede li roueret toilir lo chief.       |  | Con una spada ordinò che le tagliassero la testa;                |
| La domnizelle celle kose n[on] contredist.     |  | La fanciulla quelle cose non contraddisse (= non si oppose),     |
| Volt lo seule lazsier si ruouet krist.         |  | Volle lasciare il secolo (= mondo), così supplica Cristo.        |
| In figure de colomb uolat a ciel.              |  | In forma di colomba, volò al cielo.                              |
| Tuit oram que por[ ]nos degnet preier.         |  | Preghiamo tutti che si degni di pregare (= intercedere) per noi, |
| Qued auuisset de nos xr[istu]s mercit          |  | Affinché Cristo possa avere pietà di noi                         |
| Post la mort & a[ ]lui nos laist uenir.        |  | Dopo la morte e ci lasci venire a Lui                            |
| Par souue clementia.                           |  | Per la sua clemenza.                                             |
Note:
- le parti in parentesi quadre sono, nel testo originale, indicate con un tilde o un altro segno d'abbreviazione. Così, la parola dom è scritta dõ ; Mireille Huchon, nel suo Histoire de la langue française, scrive dõ anziché deo. Un'altra possibilità è che qualche parola contratta sia stata separata per facilitare la lettura; il testo originale è scritto in minuscolo carolingio molto leggibile. L'inizio di ogni verso è segnato con una lettera maiuscola in capitale libraria;
- si nota l'utilizzo dell'antico digramma cz per /t͡s/ in czo /t͡so/, forma pronominale, « cela », sviluppo del latino ecc(e) hoc. Più tardi, la z del digramma darà vita alla cediglia: si avrà dunque ço (comparare con il francese moderno ça);
- i versi sono scritti due a due per riga; per ragioni di leggibilità, ognuno è seguito da un ritorno alla riga.